# Contamine-sur-Arve
Contamine-sur-Arve é uma comuna francesa na região administrativa de Auvérnia-Ródano-Alpes, no departamento da Alta Saboia. Estende-se por uma área de 6.92 km². Em 2010 a comuna tinha 2 241 habitantes (densidade: 323,8 hab./km²).